# 203.ª Brigada Mixta (Ejército Popular de la República)
La 203.ª Brigada Mixta fue una unidad del Ejército Popular de la República creada durante la Guerra Civil Española. A lo largo de la contienda llegó a operar en el frente de Levante, estando agregada a varias divisiones.

## Historial
La unidad fue creada en mayo de 1938 en Madrid, quedando agregada a la 48.ª División del XVI Cuerpo de Ejército —que a su vez era fuerza de reserva del Grupo de Ejércitos de la Región Central—. Tras finalizar la fase de instrucción la 203.ª BM fue asignada a la 50.ª División del XX Cuerpo de Ejército y enviada al frente de Castellón.
En aquel momento las fuerzas franquistas presionaban en el frente de Levante con el objetivo de conquistar Valencia. Hacia el 3 de junio ya se encontraba en primera línea de combate. El día 15 participó en el contraataque republicano que buscaba recuperar Villarreal, llegando a alcanzar las primeras casas, aunque acabaría siendo rechazada. Agregada a la 6.ª División, con posteriormente participaría en la defensa de Alfondeguilla. Tras finalizar los combates en el frente de Levante la brigada fue integrada la 53.ª División del XXI Cuerpo de Ejército. Permanecería en este frente hasta el final de la contienda, sin intervenir en operaciones militares de relevancia.

## Mandos
Comandantes
- mayor de milicias Fernando Ugena López;
- mayor de milicias Esteban Lucas Mirasol;